# Solèids

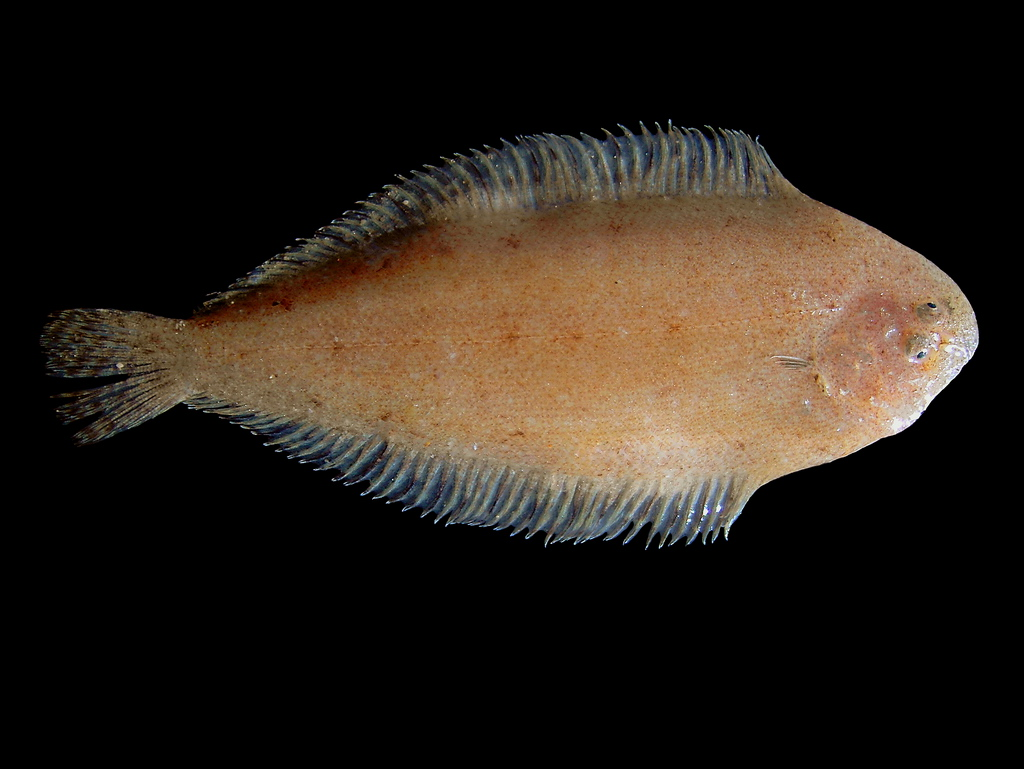
Palaí xic (Buglossidium luteum)

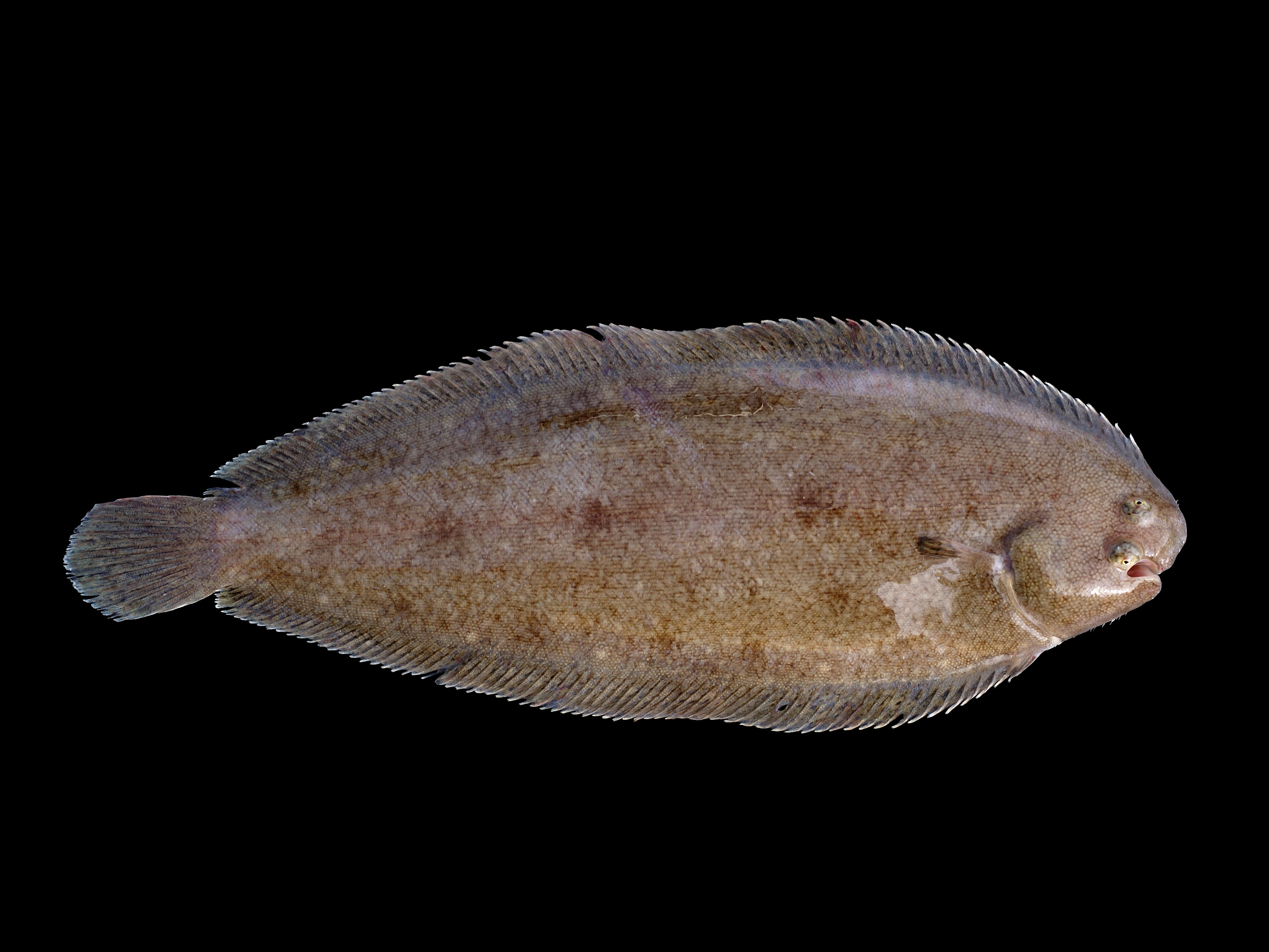
Llenguado (Solea solea)

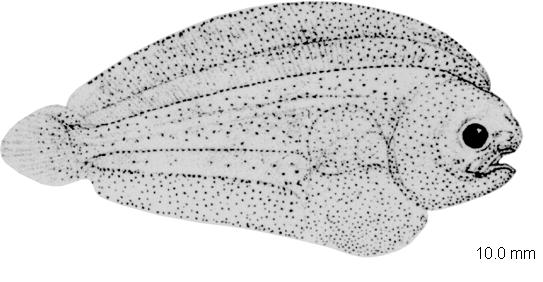
Llenguado pelut (Microchirus variegatus)

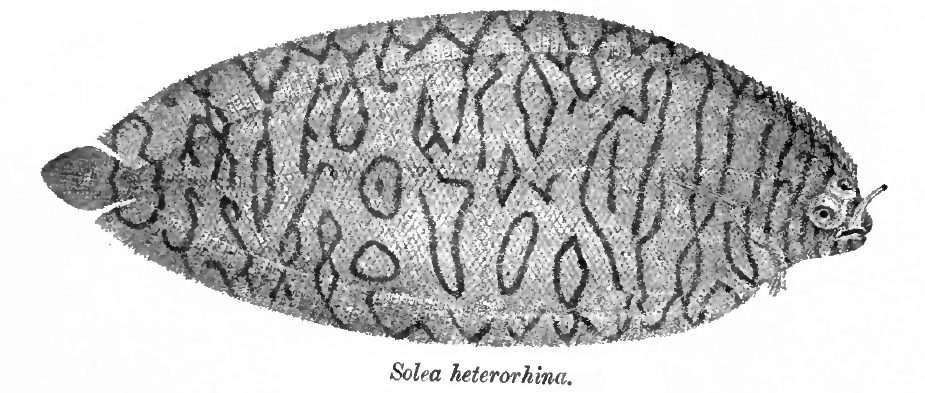
Soleichthys heterorhinos

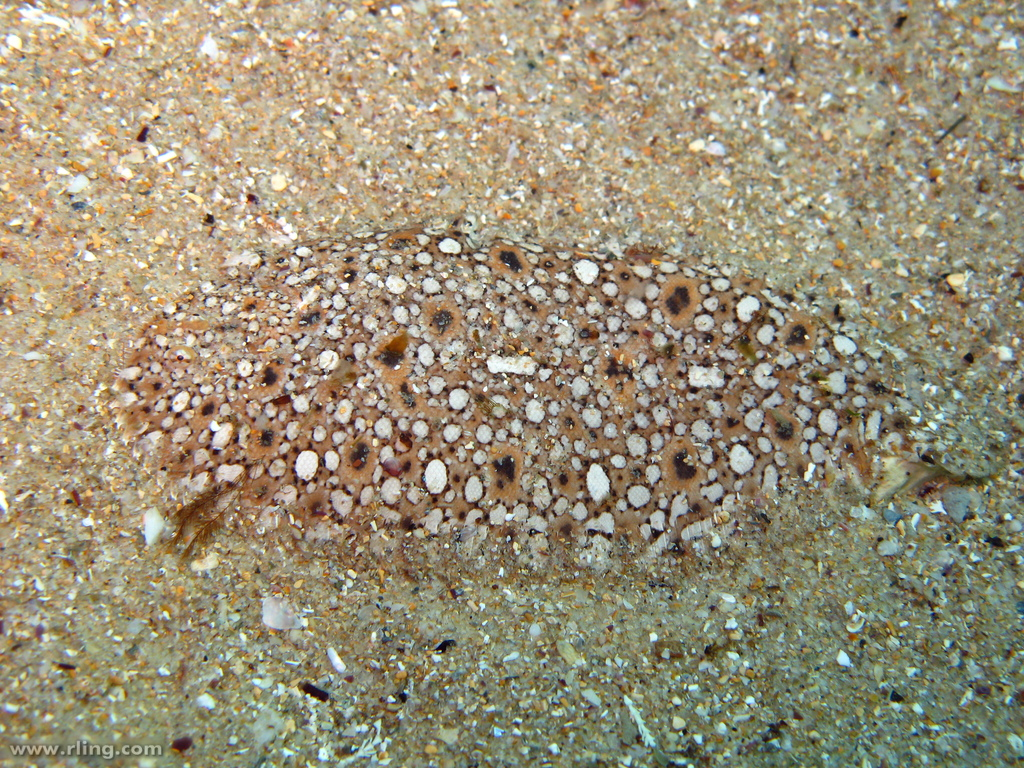
Pardachirus hedleyi fotografiat a Nova Gal·les del Sud (Austràlia).

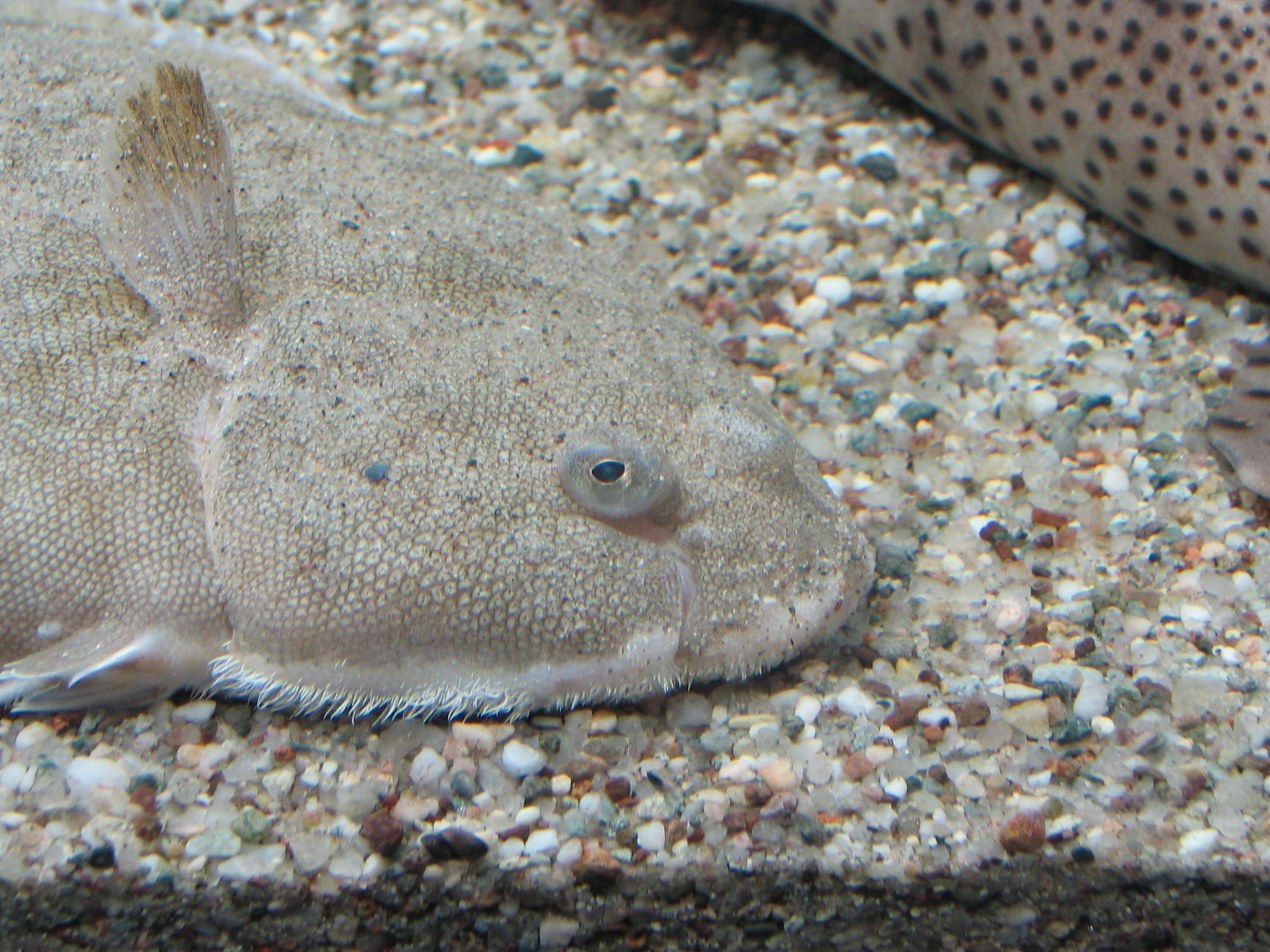
Llenguado (Solea solea)

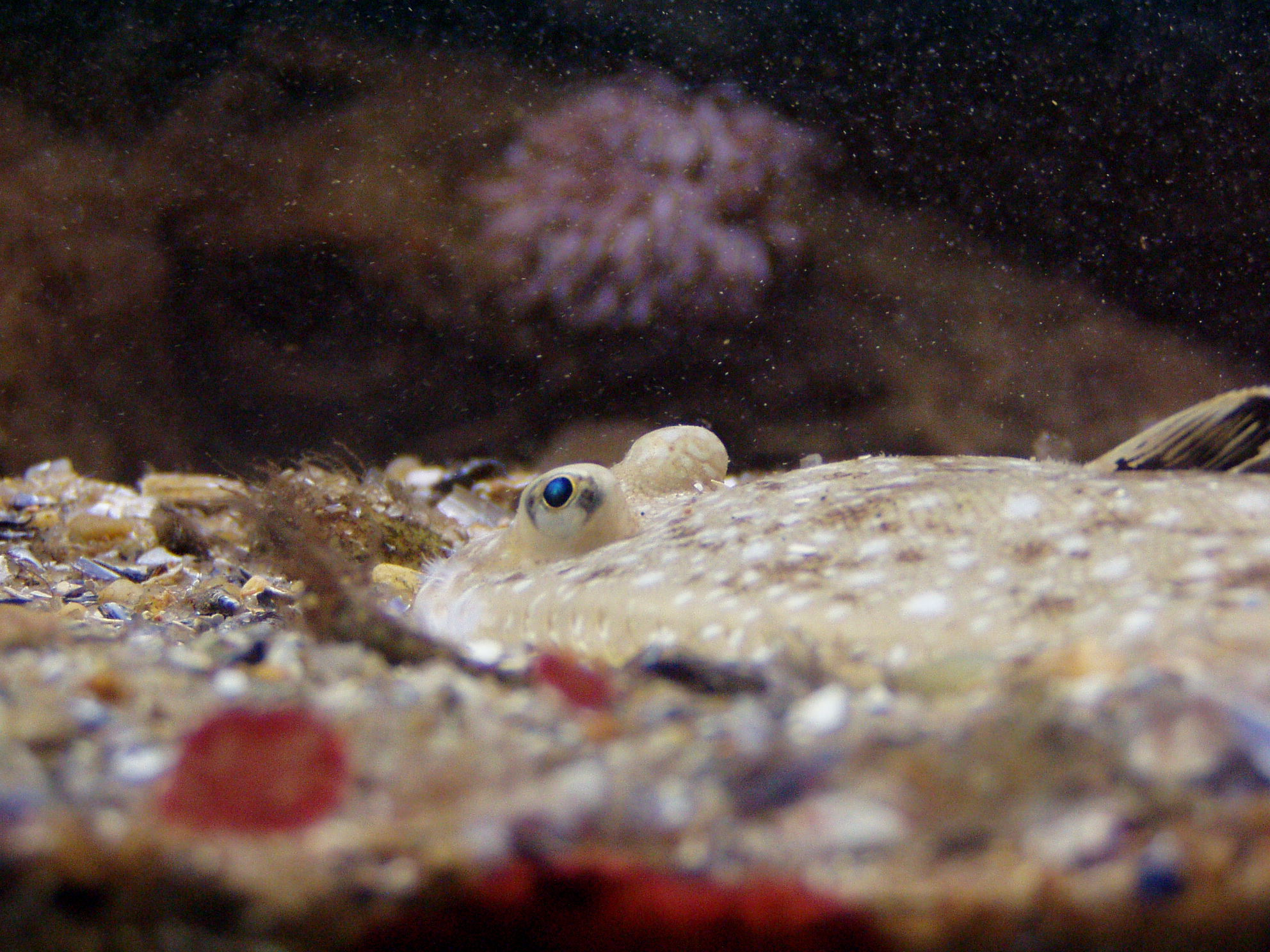
Llenguado (Solea solea)

Els solèids (Soleidae) són una família del peixos plans de l'ordre dels pleuronectiformes i que, als Països de parla catalana, és representada pels llenguados i espècies afins.

## Morfologia
- Tenen el cos oval i allargat.
- Rostre arrodonit.
- Els orificis nasals són simètrics.
- El peduncle caudal és curt i pot no aparèixer.
- Els ulls normalment es troben a la dreta.
- Les aletes ventrals són simètriques[3]

## Alimentació
Mengen petits crustacis i d'altres invertebrats.

## Hàbitat
Prefereixen els fons sorrencs i fangosos. N'hi ha espècies que viuen al mar i d'altres que prefereixen l'aigua dolça.

## Costums
Són bentònics.

## Taxonomia
- Gènere Achiroides
  - Achiroides leucorhynchos (Bleeker, 1851).
  - Achiroides melanorhynchus (Bleeker, 1851).
- Gènere Aesopia
  - Aesopia cornuta (Kaup, 1858)
- Gènere Aseraggodes
  - Aseraggodes bahamondei (Randall & Meléndez, 1987).
  - Aseraggodes borehami (Randall, 1996).
  - Aseraggodes crypticus (Randall & Allen, 2007).[4]
  - Aseraggodes cyaneus (Alcock, 1890).
  - Aseraggodes dubius (Weber, 1913).
  - Aseraggodes filiger (Weber, 1913).
  - Aseraggodes guttulatus (Kaup, 1858).
  - Aseraggodes haackeanus (Steindachner, 1883).
  - Aseraggodes herrei (Seale, 1940).
  - Aseraggodes holcomi (Randall, 2002).
  - Aseraggodes kaianus (Günther, 1880).
  - Aseraggodes klunzingeri (Weber, 1907).
  - Aseraggodes kobensis (Steindachner, 1896).
  - Aseraggodes macleayanus (Ramsay, 1881).
  - Aseraggodes melanostictus (Peters, 1877).
  - Aseraggodes microlepidotus (Fowler, 1946).
  - Aseraggodes normani (Chabanaud, 1930).
  - Aseraggodes ocellatus (Weed, 1961).
  - Aseraggodes persimilis (Günther, 1909).
  - Aseraggodes ramsayi (Ogilby, 1889).
  - Aseraggodes sinusarabici (Chabanaud, 1931).
  - Aseraggodes smithi (Woods, 1966).
  - Aseraggodes texturatus (Weber, 1913).
  - Aseraggodes therese (Randall, 1996).
  - Aseraggodes whitakeri (Woods, 1966).
- Gènere Austroglossus
  - Austroglossus microlepis (Bleeker, 1863).
  - Austroglossus pectoralis (Kaup, 1858).
- Gènere Bathysolea
  - Bathysolea lactea (Roule, 1916).
  - Bathysolea lagarderae (Quéro & Desoutter, 1990).
  - Bathysolea polli (Chabanaud, 1950).
  - Bathysolea profundicola (Vaillant, 1888).
- Gènere Brachirus
  - Brachirus aenea (Smith, 1931).
  - Brachirus annularis (Fowler, 1934).
  - Brachirus aspilos (Bleeker, 1852).
  - Brachirus dicholepis (Peters, 1877).
  - Brachirus elongatus (Day, 1877).
  - Brachirus harmandi (Sauvage, 1878).
  - Brachirus heterolepis (Bleeker, 1856).
  - Brachirus macrolepis (Bleeker, 1858).
  - Brachirus muelleri (Steindachner, 1879).
  - Brachirus orientalis (Bloch i Schneider, 1801).
  - Brachirus pan (Hamilton, 1822).
  - Brachirus panoides (Bleeker, 1851).
  - Brachirus siamensis (Sauvage, 1878).
  - Brachirus sorsogonensis (Evermann & Seale, 1907).
  - Brachirus swinhonis (Steindachner, 1867).
- Gènere Buglossidium
  - Buglossidium luteum (Risso, 1810).
- Gènere Dagetichthys
  - Dagetichthys lakdoensis (Stauch & Blanc, 1964).
- Gènere Dicologlossa
  - Dicologlossa cuneata (Moreau, 1881).
  - Dicologlossa hexophthalma (Bennett, 1831).
- Gènere Heteromycteris
  - Heteromycteris capensis (Kaup, 1858).
  - Heteromycteris hartzfeldii (Bleeker, 1853).
  - Heteromycteris japonicus (Bleeker, 1860).
  - Heteromycteris matsubarai (Ochiai, 1963).
  - Heteromycteris oculus (Alcock, 1889).
  - Heteromycteris proboscideus (Chabanaud, 1925).
- Gènere Leptachirus[5]
  - Leptachirus alleni (Randall, 2007).[5]
  - Leptachirus bensbach (Randall, 2007).[5]
  - Leptachirus darwinensis (Randall, 2007).[5]
  - Leptachirus kikori (Randall, 2007).[5]
  - Leptachirus lorentz (Randall, 2007).[5]
  - Leptachirus polylepis (Randall, 2007).[5]
  - Leptachirus robertsi (Randall, 2007).[5]
  - Leptachirus triramus (Randall, 2007).[5]
- Gènere Liachirus
  - Liachirus melanospilos (Bleeker, 1854).
  - Liachirus whitleyi (Chabanaud, 1950).
- Gènere Microchirus
  - Microchirus azevia (Brito Capello, 1867).
  - Microchirus boscanion (Chabanaud, 1926).
  - Microchirus frechkopi (Chabanaud, 1952).
  - Palaia de Sant Pau (Microchirus ocellatus) (Weed, 1961).
  - Microchirus theophila (Risso, 1810).
  - Llenguado pelut (Microchirus variegatus) (Donovan, 1808).
  - Microchirus wittei (Chabanaud, 1950).
- Genus Monochirus
  - Monochirus hispidus (Rafinesque, 1814).
  - Monochirus trichodactylus (Nardo, 1827).
- Gènere Parachirus
  - Parachirus diringeri (Quéro, 1997).
  - Parachirus xenicus (Matsubara & Ochiai, 1963).
- Gènere Paradicula
  - Paradicula setifer (Paradice, 1927).
- Gènere Pardachirus
  - Pardachirus balius (Randall & Mee, 1994).
  - Pardachirus hedleyi (Ogilby, 1916).
  - Pardachirus marmoratus (Lacépède, 1802).
  - Pardachirus morrowi (Chabanaud, 1954).
  - Pardachirus pavoninus (Lacépède, 1802).
  - Pardachirus poropterus (Bleeker, 1851).
- Gènere Pegusa
  - Pegusa cadenati (Chabanaud, 1954).
  - Pegusa impar (Bennett, 1831).
  - Llenguado nassut (Pegusa lascaris) (Risso, 1810).
  - Pegusa triophthalma (Bleeker, 1863).
- Gènere Phyllichthys
  - Phyllichthys punctatus (McCulloch, 1916).
  - Phyllichthys sclerolepis (Macleay, 1878).
  - Phyllichthys sejunctus (Whitley, 1935).
- Gènere Rendahlia
  - Rendahlia jaubertensis (Rendahl, 1921).
- Gènere Rhinosolea
  - Rhinosolea microlepidota (Fowler, 1946).
- Gènere Solea
  - Solea aegyptiaca (Chabanaud, 1927.
  - Solea bleekeri (Boulenger, 1898).
  - Solea capensis (Kaup, 1858).
  - Solea elongata (Day, 1877).
  - Solea fulvomarginata (Gilchrist, 1904).
  - Solea heinii (Steindachner, 1903).
  - Solea humilis (Cantor, 1849).
  - Solea ovata (Richardson, 1846).
  - Solea senegalensis (Kaup, 1858).
  - Solea solea (Linnaeus, 1758).
  - Solea stanalandi (Randall & McCarthy, 1989).
- Gènere Soleichthys
  - Soleichthys heterorhinos (Bleeker, 1856).
  - Soleichthys maculosus (Muchhala & Munroe, 2004).[6]
  - Soleichthys microcephalus (Günther, 1862).
  - Soleichthys siammakuti (Wongratana, 1975).
  - Soleichthys tubifera (Peters, 1876).
- Gènere Strabozebrias
  - Strabozebrias cancellatus (McCulloch, 1916).
- Gènere Synaptura
  - Synaptura albomaculata (Kaup, 1858).
  - Synaptura cadenati (Chabanaud, 1954).
  - Synaptura commersonnii (Lacépède, 1802).
  - Synaptura lusitanica
  - Synaptura marginata (Boulenger, 1900).
  - Synaptura megalepidoura (Fowler, 1934).
  - Synaptura nigra Macleay, 1880).
  - Synaptura salinarum (Ogilby, 1910).
  - Synaptura selheimi (Macleay, 1882).
  - Synaptura villosa (Weber, 1907).
- Gènere Synapturichthys
  - Synapturichthys kleinii (Risso, 1827).
- Gènere Typhlachirus
  - Typhlachirus caecus (Hardenberg, 1931).
- Gènere Vanstraelenia
  - Vanstraelenia chirophthalma (Regan, 1915).
- Gènere Zebrias
  - Zebrias altipinnis (Alcock, 1890).
  - Zebrias annandalei (Talwar & Chakrapany, 1967).
  - Zebrias captivus (Randall, 1995).
  - Zebrias craticula (McCulloch, 1916).
  - Zebrias crossolepis (Zheng & Chang, 1965).
  - Zebrias fasciatus (Basilewsky, 1855).
  - Zebrias japonica (Bleeker, 1860).
  - Zebrias keralensis (Joglekar, 1976).
  - Zebrias lucapensis (Seigel & Adamson, 1985).
  - Zebrias maculosus (Oommen, 1977).
  - Zebrias munroi (Whitley, 1966).
  - Zebrias penescalaris Gomon, 1987).
  - Zebrias quagga (Kaup, 1858).
  - Zebrias regani (Gilchrist, 1906).
  - Zebrias scalaris (Gomon, 1987).
  - Zebrias synapturoides (Jenkins, 1910).
  - Zebrias zebra (Bloch, 1787).
  - Zebrias zebrinus (Temminck i Schlegel, 1846)[7]